# Frankfurt Major
Frankfurt Major 2015, var en Dota 2 turnering som tog plats i Frankfurt mellan 13 och 21 november 2015. Turneringen var den första Majorn i den professionella Dota 2 säsongen mellan 2015/2016. 16 lag deltog i turneringen, där åtta lag blev inbjudna och de andra åtta lagen fick kvala in genom regionala turneringar. Vinnarna av Majorn var OG, som besegrade Team Secret i en bäst av fem final, där OG vann 3–1.

## Lag
* Newbee Young ersatte Invictus Gaming på grund av komplikationer med visum.
| Inbjudna - Team Secret - Invictus Gaming * - Evil Geniuses - Virtus.pro - CDEC Gaming - Vici Gaming - LGD Gaming - Vega Squadron - EHOME | Kvalvinnare - OG - Alliance - Cloud9 - Team Unknown - Newbee - Newbee Young * - Mineski.Sports5 - Fnatic |

## Resultat
| Plats | Lag                          | Prispengar |
| 1     | OG                           | $1,100,000 |
| 2     | Team Secret                  | $405,000   |
| 3     | Evil Geniuses                | $315,000   |
| 4     | EHOME                        | $255,000   |
| 5-6   | CDEC Gaming                  | $202,500   |
| 5-6   | Vici Gaming                  | $202,500   |
| 7-8   | Virtus.pro                   | $105,000   |
| 7-8   | LGD Gaming                   | $105,000   |
| 9-12  | Alliance & Mineski.Sports5   | $45,000    |
| 9-12  | Team Unknown & Vega Squadron | $45,000    |
| 13-16 | Cloud9 & Fnatic              | $30,000    |
| 13-16 | Newbee & Newbee Young        | $30,000    |